# Bibliothèque publique Eleanor London Côte Saint-Luc
La bibliothèque publique Eleanor London Côte Saint-Luc est située à Côte-Saint-Luc, une ville sur l’île de Montréal, au Québec, Canada. Cette bibliothèque publique et municipale se trouve au 5851, boulevard Cavendish dans un édifice qu’elle partage avec l’hôtel de ville.

## Historique
En 1966, la bibliothèque de Côte Saint-Luc ouvre ses portes dans le Centre commercial Côte St-Luc situé au 7155, chemin de la Côte-Saint-Luc. Depuis 1986, la bibliothèque est localisée sur le boulevard Cavendish dans le même édifice qui abrite l’hôtel de ville de Côte-Saint-Luc. 
Pour honorer sa bibliothécaire fondatrice, Eleanor London, la bibliothèque de Côte Saint-Luc porte son nom. La bibliothèque n'existait pas lorsque Eleanor London a été embauchée et elle a dû tout construire à partir de zéro. Elle a été bibliothécaire en chef pendant 36 ans à Côte-Saint-Luc. Elle est décédée le 25 mai 2017.

## Description
La bibliothèque Eleanor London Côte Saint-Luc est constituée d’un point de service qui dessert une population de 32 448 habitants. D’après l’Observatoire de la culture et des communications du Québec, la bibliothèque de Côte Saint-Luc possède un profil plus proche d’une bibliothèque publique dont la ville compterait 100 000 habitants et plus. Cela la rend différente des autres bibliothèques québécoises avec un bassin de population similaire. 
La bibliothèque de Côte Saint-Luc n’est pas liée au réseau des Bibliothèques de Montréal et possède son propre catalogue. Elle met une collection variée de plus de 264 000 documents à la disposition de ses membres. Ces derniers sont un peu plus de 10 400. 
En plus des services traditionnellement offerts à la bibliothèque, celle-ci présente une gamme d’activités diversifiées pour tous les âges : conférences, ateliers, concerts, expositions d’art, clubs de lecture, et plusieurs autres. La bibliothèque propose également une panoplie d’outils technologiques aux gens qui la fréquentent tels que des postes informatiques avec connexion à Internet, des ordinateurs portables, des liseuses, une imprimante 3D, le Wi-Fi gratuit, et bien d’autres encore,. Un MédiaLab nommé EspaceCréatif, qui se veut un espace pour expérimenter et créer, a été lancé en 2018. Un piano demi-queue est également à la disposition des membres depuis 2018. 
La diversité culturelle présente à Côte-Saint-Luc et la promotion de l’inclusion sociale sont reflétées dans la collection de la bibliothèque avec une collection multilingue et avec le programme « L’heure du conte arc-en-ciel », notamment. La bibliothèque se veut un endroit accueillant pour la famille. 

### Mission
La bibliothèque publique Eleanor London Côte Saint-Luc, par sa mission, se trouve au cœur de la communauté côte-saint-luçoise et contribue à son épanouissement. 